# Лодвик, Тодд
Тодд Ло́двик (англ. Todd Lodwick, род. 21 ноября 1976 года в Стимбот-Спрингс, США) — американский двоеборец, серебряный призёр олимпийских игр 2010 года, двукратный чемпион мира. 

## Карьера
В Кубке мира Лодвик дебютировал в январе 1995 года на этапе в немецком городе Шонах, в декабре 1995 года одержал свою первую победу на этапе Кубка Мира, причём это ему удалось сделать в родном городе Стимбот-Спрингс. Всего на сегодняшний момент имеет 6 побед на этапах Кубка Мира, все в личных соревнованиях. Лучшим достижением в итоговом зачёте Кубка Мира для Лодвика являются 4 места в сезонах 1997/98, 1999/00 и 2004-05. Также Лодвик принял участие в 9-ти чемпионатах мира. На счету Лодвика 19 титулов чемпиона США, причём только 11 из них он завоевал в лыжном двоеборье, остальные 8 побед Лодвик добыл в прыжках с трамплина.
На зимних Олимпийских играх Тодд Лодвик дебютировал в 1994 году, когда американскому было всего 17 лет. В индивидуальных соревнованиях молодой двоеборец смог показать высокий результат, заняв 13-е место, причём после прыжков с трамплина Тодд занимал 5-е место. Также Лодвик выступил в эстафете, где сборная США смогла занять 7-е место. В 1995 году Лодвик был близок к завоеванию медали на чемпионате мира, но в эстафете американцы остановились в шаге от пьедестала, став четвёртыми.
В 1998 году на зимних Олимпийских играх в Нагано результаты Лодвика оказались слабее, чем 4 года назад. Индивидуальные соревнования Лодвик закончил на 20-м месте, а в командном первенстве американцы и вовсе заняли лишь 10-е место.
Зимние Олимпийские игры 2002 года прошли в США, в Солт-Лейк-Сити. Тодд Лодвик считался одним из фаворитов этих Игр и он трижды был близок к попаданию на пьедестал, однако так ни разу и не смог это сделать. В спринте он занял 5-е место, поднявшись с 12-го места, которое он занимал после прыжковой части. В индивидуальной гонке Лодвик стал 7-м, а в эстафете американская сборная стала 4-й, уступив минуту лидирующей тройке стран.

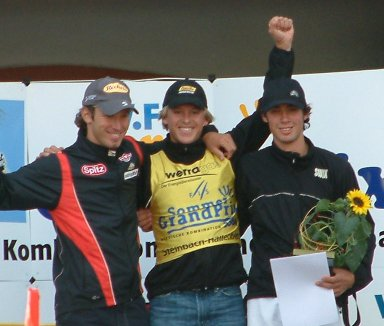
Лодвик (в центре) в 2004 году. Справа — партнёр Тодда по команда Джонни Спиллейн

В 2006 году на зимних Олимпийских играх в Турине Лодвик также все три раза смог попасть в десятку, но вновь он остался без наград. 9-е место в спринте, 8-е в индивидуальной гонке и 7-е в эстафете. После Олимпийских игр в Турине Лодвик принял решение уйти из спорта, однако в 2008 году Тодд вернулся, поставив перед собой цель выступить на своих пятых Олимпийских играх. В 2009 году Лодвику наконец удалось завоевать звание чемпиона мира, причём сделал он это дважды. Сначала Тодд отпраздновал победу в масс-старте, а спустя два дня американскому двоеборцу удалось выиграть гонку на 10 км с прыжками с нормального трамплина.
Зимние Олимпийские игры 2010 года в Ванкувере принесли Лодвику такую долгожданную награду. Эстафетная сборная США смогла завоевать серебряную медаль Игр, уступив всего 5 секунд в борьбе за золото австрийцам. В личных гонках Тодд также был близок к наградам. После прыжков с нормального трамплина Лодвик занимал второе место, уступая более 30 секунд финну Янне Рююнянену, но уже по ходу лыжной гонки Тодд вместе с ещё несколькими спортсменами обогнали финского двоеборца. Исход гонки решила борьба в финишном створе, где Лодвик оказался наименее быстрым и американец остался лишь на 4-й позиции. В прыжках с большого трамплина + гонка на 10 км Лодвик стал только 13-м. В 2013 году Лодвик завоевал свою очередную медаль чемпионата мира, став бронзовым призёром в командном первенстве. В январе 2014 года Лодвик при падении получил травму плеча и была вероятность, что Тодд не успеет восстановиться к Играм в Сочи, но Лодвик успел залечить травму и был включен в окончательную заявку США на Олимпийские игры.
В 2014 году 37-летний Тодд Лодвик принял участие в своих шестых Олимпийских играх, став первым в истории американцем, достигшим такой отметки в рамках зимних Игр, до этого такой результат американские спортсмены достигали только в рамках летних игр. На церемонии открытия Игр в Сочи Лодвику было доверено право нести флаг США. В прыжках с нормального трамплина Тодд показал только 34-й результат и на старт лыжной гонки Лодвик принял решение уже не выходить, чтобы сосредоточиться на эстафете. То же самое Лодвик сделал и после прыжков с большого трамплина, где он стал 30-м. Но в итоге американская сборная не смогла в эстафете показать хороший результат, заняв по итогам лыжной гонки только 6-е место.
Использует лыжи производства фирмы Atomic.

## Личная жизнь
- У Тодда есть двое детей — Чарли и Финн.